# Takamitsu Ota
Takamitsu Ota (født 19. juli 1970) er en tidligere japansk fodboldspiller.
Han har spillet for flere forskellige klubber i sin karriere, herunder Shimizu S-Pulse og Consadole Sapporo.